# Silvio Bircher
Silvio Bircher, né le 25 septembre 1945 à Aarau, est une personnalité politique suisse, membre du Parti socialiste.

## Biographie

### Formation et carrière professionnelle
Silvio Bircher étudie les sciences politiques et l'économie à l' Université de Saint-Gall. Après avoir obtenu son diplôme, il travaille comme directeur adjoint du centre de conférence Stapferhaus au château de Lenzbourg. Il travaille ensuite comme rédacteur en chef du quotidien socialiste Freier Aargauer. Plus tard, il s'implique dans l'éducation des adultes. Bircher est également président central des Amis de la nature de 1981 à 1989, président de la Tour de Sol et président régional de Coop-Suisse du Nord-Ouest. 
Après 30 ans d'activité politique active aux niveaux cantonal et fédéral, il travaille comme journaliste indépendant depuis 1999. Il est l'auteur de plusieurs livres et publications politiques et est collaborateur permanent en tant qu'expert politique à la chaîne de télévision Tele M1. Il est membre du conseil d'administration des Chemins de fer fédéraux (CFF) pendant huit ans. Il est également membre bénévole du Conseil de la Fondation scoute suisse et président de l'Association du parc animalier de Roggenhausen. Le Conseil fédéral l'élit en 2003 vice-président du Fonds suisse du paysage.

### Parcours politique
Bircher est membre du Grand Conseil du canton d'Argovie de 1969 à 1979. En novembre 1979, il est élu au Conseil national dont il reste membre jusqu'à la fin mai 1993. En tant que parlementaire fédéral, il s'implique dans la politique étrangère, économique et environnementale et, grâce à une initiative parlementaire, réussit à introduire l'abonnement de train demi-tarif de 100 francs. Avec une autre initiative parlementaire, il donne l'impulsion pour abolir la clause cantonale lors des élections au Conseil fédéral selon laquelle un seul membre par canton est autorisé à faire partie du gouvernement fédéral simultanément. Il fait campagne pour la réalisation de la Ligne sommitale de la Furka et pour la protection du paysage. Il est par ailleurs président de la Commission AELE des deux Conseils. 
Le 6 décembre 1992, il est élu au Conseil d'État du canton d'Argovie dont il est membre jusqu'à la fin de 1998. Il préside le gouvernement (Landammann) en 1996/97. En tant que Conseiller d'État, Bircher participe à la modernisation des structures cantonales, par exemple avec la révision du système de péréquation financière, les lois judiciaires, la loi économique, la loi sur les étrangers, un nouveau concept carcéral ou la mise en place de centres régionaux pour l'emploi (RAV). Il représente l'Argovie à la Conférence des directeurs de l'économie et à la Conférence des directeurs de justice et de police.

### Vie privée
Bircher est marié à l'artiste Béatrice Bircher-Müller et a deux enfants.

## Voir également
- Liste des conseillers d'État du canton d'Argovie